# Slaget ved Marathon
Slaget ved Marathon fandt sted 490 f.Kr. under Perserkrigene, nærmere bestemt i det, der kaldes den 1. perserkrig.[kilde mangler]
Marathon (μάραθον) er det græske ord for fennikel.
En persisk invasionsflåde med 20.000 krigere gjorde landgang ved "Fennikelsletten", Marathon (Μαραθών), en kystnær slette ca. 40 km nord for Athen.[kilde mangler] Athens talmæssigt underlegne hær rykkede imod perserne og fordrev dem.[kilde mangler]
Efter overleveringen blev en budbringer, Phidippedes, sendt fra slagmarken til Athen med sejrsbudskabet. Han løb de 40 km fra slagmarken nær Marathon til Athen for at aflevere sejrsbudskabet: Νικῶμεν! (nikomen, "Vi har sejret"). Han faldt død om efter at have afleveret sejrsbudskabet. Atletikdisciplinen maratonløb blev introduceret ved de første moderne olympiske lege 1896 i Athen, hvor der blev løbet fra Marathon til Athen, med inspiration fra denne legende.[kilde mangler]

## Kort
- Udgangspositionerne
- Græsk dobbeltfremstød

## Ekstern henvisning
- Wikimedia Commons har flere filer relateret til Slaget ved Marathon
- Livius – Slaget ved Marathon Arkiveret 18. november 2005 hos  Wayback Machine

38°07′05″N 23°58′42″Ø / 38.118055555556°N 23.978333333333°Ø